# Sarah Where Is My Tea
Sarah Where Is My Tea is een Russische metalcoreband afkomstig uit Brjansk.

## Biografie
De band werd opgericht in 2008 en bracht in 2009 haar zelf-getitelde debuut-ep uit. Ter promotie toerden ze naast het Oostenrijkse Corpse for Breakfast door Europa voor de Sick As Fuck European Tour. Gedurende deze toer deden ze onder meer, Tsjechië, Duitsland, Nederland, Zwitserland, Italië en Polen aan. Bij hun optreden in Zürich deelden ze het podium met de Amerikaanse band Texas in July en het Italiaanse Tasters.
In 2011 bracht de band haar debuutalbum Desolate uit. Ter promotie toerde de band voor de Desolate Tour door Rusland, Wit-Rusland en Oekraïne. In 2012 trad de band onder meer op in Finland, verzorgden ze het voorprogramma van de Australische band Deez Nuts en op 25 mei stonden ze naast His Statue Falls en All Faces Down in München.
Op 11 september 2013 bracht de band in eigen beheer haar tweede album Love & Honor. Dit album is in zijn volledigheid te streamen via YouTube.

## Bezetting
Huidige bezetting
- Anatoli Borissow - zang
- Sergei Nowikow  - gitaar
- Jewgeni Leutin  - gitaar
- Kirill Ajujew - drums
- Igor Starostin  - bas

## Discografie
Studioalbums
- 2011 - Desolate
- 2013 - Love & Honor

Ep's
- 2009 - Sarah Where Is My Tea